# Vladimir Sevriughin
Vladimir Sevriughin (în rusă Владимир Севрюгин; n. 15 iunie 1924, Katino⁠(d), Gorlovskoe⁠(d), Regiunea Reazan, Rusia – d. 26 ianuarie 1998, Moscova, Rusia) a fost un trăgător de tir ce a reprezentat Uniunea Republicilor Sovietice Socialiste, medaliat olimpic. A participat la 2 ediții ale Jocurilor Olimpice (1952, 1956) în care a câștigat o medalie de bronz.